# Aethomys kaiseri
Aethomys kaiseri är en däggdjursart som först beskrevs av Theophil Noack 1887.  Aethomys kaiseri ingår i släktet Aethomys och familjen råttdjur. IUCN kategoriserar arten globalt som livskraftig. Inga underarter finns listade.
Vuxna exemplar är 130 till 195 mm lång (huvud och bål), har en 105 till 185 mm lång svans och väger 82 till 114 g. Pälsen på ovansidan består av gulbrun päls med svarta hårspetsar. Vid ryggens topp är det svarta avsnittet längre och pälsen ser där mörkare ut. Sidorna är ljus gulgrå och undersidan är täckt av vitaktig päls. Huvudet kännetecknas av mörka öron och av svarta morrhår. Aethomys kaiseri har fyra fingrar vid framtassarna och fem tår vid bakfötterna som alla är utrustade med klor. På svansen är främst fjällen synliga men det finns några korta borstar. Svansens ovansida är brun och undersidan är ljus. Honor har fyra spenar vid ljumsken.
Denna gnagare förekommer i sydcentrala Afrika. Utbredningsområdet sträcker sig från norra Angola till södra Kenya och till centrala Tanzania. Habitatet utgörs av olika slags skogar och av savanner med glest fördelade träd.
Arten lever på marken och den är nattaktiv. Den har olika växtdelar och insekter som föda. Efter parningen blir honan aggressiv mot hanen. Efter dräktigheten som varar 26 till 28 dagar föds upp till fyra ungar som är nakna och blinda. De öppnar sina ögon efter 8 till 10 dagar och de diar sin mor cirka 26 dagar. Ungarna sugar sig de första 12 dagar fast vid moderns spenar.